# Reel Music
Reel Music è una compilation dei Beatles pubblicato nel 1982, contenente quattordici canzoni apparse nei diversi film del gruppo. L'album uscì in contemporanea con la riedizione in Dolby Surround del film A Hard Day's Night.

## Storia
A nome dei Beatles erano state pubblicate numerose raccolte negli anni settanta. Nel 1982 la EMI pensò di raccogliere in un album alcuni dei brani apparsi nei film dei Beatles: A Hard Day's Night, Help!, Magical Mystery Tour, Yellow Submarine e Let It Be. Nell'album vennero incluse le cinque title track e altri brani scelti fra i tanti apparsi nei loro film.
L'album conteneva un libretto di foto di 12 pagine. Non è entrato nelle classifiche.
L'album venne accompagnato dal singolo The Beatles' Movie Medley che entrò nella Billboard Top 20, raggiungendo la posizione 19.

## Tracce
Lato A
1. A Hard Day's Night
2. I Should Have Known Better
3. Can't Buy Me Love
4. And I Love Her
5. Help!
6. You've Got to Hide Your Love Away
7. Ticket to Ride

Lato B
1. Magical Mystery Tour
2. I Am The Walrus
3. Yellow Submarine
4. All You Need Is Love
5. Let It Be
6. Get Back
7. The Long and Winding Road